# Мокорета (річка)
Мокорета́ (ісп. Mocoretá) — річка довжиною 140 км, що тече територією аргентинських провінцій Ентре-Ріос і Коррієнтес, притока річки Уругвай.
Витік Мокорети знаходиться на плато Паюбре, на південний захід від міста Курусу-Кватья (Коррієнтес). Звідти річка тече на південь, зливається з Лас-Тунас, після чого повертає на південний схід і позначає кордон між Коррієнтесом і Ентре-Ріосом. Впадає у річку Уругвай у південній частині водосховища ГЕС Сальто-Гранде.
На річці знаходиться однойменне місто.